# Rundkast om kringkasting
Rundkast om kringkasting (coneguda al mon anglosaxó com The Nor-Way to Broadcasting) és un programa d'humor noruec que es va emetre per la Norsk Rikskringkasting el 1976. El programa descriu la història de l'emissió a Noruega de manera humorística. El guió va ser escrit per Jon Skolmen i Trond Kirkvaag. Fou dirigit per Roald Øyen.
El programa va ser la contribució de Noruega al Festival Internacional de Montreux (Suïssa), on va guanyar la Rose d'Or, el Premi Chaplin i el Premi de la Premsa. Rundkast és una de les produccions de televisió internacionals més conegudes de Noruega i representa un punt culminant per a la TV noruega en el context de Montreux.